# Liste der denkmalgeschützten Objekte in Großwarasdorf
Die Liste der denkmalgeschützten Objekte in Großwarasdorf enthält die 26 denkmalgeschützten, unbeweglichen Objekte der Gemeinde Großwarasdorf.

## Denkmäler
| Foto  |                 | Denkmal                                                                                             | Standort                                                                                      | Beschreibung | Metadaten |
| ----- | --------------- | --------------------------------------------------------------------------------------------------- | --------------------------------------------------------------------------------------------- | --- | --- |
| ja    | Datei hochladen | Figurenbildstock Taufe Christi HERIS-ID: 72274 Objekt-ID: 85503                                     | vor Johannesgasse 17 Standort KG: Großwarasdorf                                               | | BDA-Hist.: Q38129986 Status: § 2a Stand der BDA-Liste: 2025-06-30 Name: Figurenbildstock Taufe Christi GstNr.: 644/3 Figurenbildstock Taufe Christi, Großwarasdorf                        |
| ja    | Datei hochladen | Kapelle Christi Himmelfahrt HERIS-ID: 57167 Objekt-ID: 66956                                        | Kapellenweg Standort KG: Großwarasdorf                                                        | | BDA-Hist.: Q38074918 Status: § 2a Stand der BDA-Liste: 2025-06-30 Name: Kapelle Christi Himmelfahrt GstNr.: 2312/2 Kapelle Christi Himmelfahrt, Großwarasdorf                             |
| ja    | Datei hochladen | Pest-/Dreifaltigkeitssäule HERIS-ID: 57166 Objekt-ID: 66955                                         | gegenüber Kirchenberg 5 Standort KG: Großwarasdorf                                            | Die Dreifaltigkeitssäule bei der Kirche wurde laut Inschrift 1742 errichtet. Ihr Sockelrelief zeigt Mariae Verkündigung. Neben der Säule stehen Figuren von Maria und Josef, auf der Säule eine Dreifaltigkeitsgruppe. | BDA-Hist.: Q38074910 Status: § 2a Stand der BDA-Liste: 2025-06-30 Name: Pest-/Dreifaltigkeitssäule GstNr.: 299/3 Dreifaltigkeitssäule Großwarasdorf                                       |
| ja    | Datei hochladen | Kath. Pfarrkirche hl. Demetrius HERIS-ID: 47162 Objekt-ID: 49794                                    | Kirchenberg 15 Standort KG: Großwarasdorf                                                     | Ein einschiffiger Bau aus der ersten Hälfte des 18. Jahrhunderts mit vorgesetztem dreigeschoßigem Westturm. | BDA-Hist.: Q14544289 Status: § 2a Stand der BDA-Liste: 2025-06-30 Name: Kath. Pfarrkirche hl. Demetrius GstNr.: 304 Pfarrkirche Großwarasdorf                                             |
| ja    | Datei hochladen | Pfarrhof HERIS-ID: 72253 Objekt-ID: 85481                                                           | Kirchenberg 16 Standort KG: Großwarasdorf                                                     | | BDA-Hist.: Q38129899 Status: § 2a Stand der BDA-Liste: 2025-06-30 Name: Pfarrhof GstNr.: 18 Pfarrhof Großwarasdorf                                                                        |
| ja    | Datei hochladen | Pest-/Dreifaltigkeitssäule HERIS-ID: 72278 Objekt-ID: 85507                                         | vor Obere Hauptstraße 7 Standort KG: Großwarasdorf                                            | Eine Weinlaubsäule aus der ersten Hälfte des 18. Jahrhunderts mit den Steinfiguren Maria und den Heiligen Sebastian und Rochus. | BDA-Hist.: Q38129994 Status: § 2a Stand der BDA-Liste: 2025-06-30 Name: Pest-/Dreifaltigkeitssäule GstNr.: 645/1 Pestsäule Großwarasdorf                                                  |
| ja    | Datei hochladen | Lourdeskapelle HERIS-ID: 57168 Objekt-ID: 66957                                                     | neben Obere Hauptstraße 71 Standort KG: Großwarasdorf                                         | Ein Rechteckbau aus dem Jahr 1900 mit Stufengiebel und Turm. | BDA-Hist.: Q38074929 Status: § 2a Stand der BDA-Liste: 2025-06-30 Name: Lourdeskapelle GstNr.: 682/2 Lourdeskapelle Großwarasdorf                                                         |
| BW    | Datei hochladen | Tabernakelbildstock/Lichtsäule HERIS-ID: 247491seit 2023                                            | Oberpullendorfer Straße 10, bei Standort KG: Großwarasdorf                                    | | BDA-Hist.: Q119231266 Status: Bescheid Stand der BDA-Liste: 2025-06-30 Name: Tabernakelbildstock/Lichtsäule GstNr.: 2886/2                                                                |
| ja    | Datei hochladen | Bronzefigur Mutter mit Kind HERIS-ID: 72270 Objekt-ID: 85499                                        | gegenüber Parkgasse 2 Standort KG: Großwarasdorf                                              | Hrvatska majka. Die Mutter der Kroaten. Zum 26. Oktober 1984 feierten die Burgenländischen Kroaten das ungefähre angenommene 450-jährige Jubiläum der Ansiedelung im damaligen Westungarn. Der Kroatische Kulturverein schrieb einen Wettbewerb für die Schaffung eines symbolischen Werkes aus. Der Bildhauer Stjepan Gračan aus Zagreb gewann den Wettbewerb. Die Bronzestatue stellt eine kroatische Mutter dar, mit ihrem Kind auf dem Arm, auf Wanderschaft, auf dem Weg in das Unbekannte. Die Statue wurde von Diözesanbischof Stephan László enthüllt und geweiht und stand anfangs vor dem Eingang der Kirche. Später wurde die Statue in einen neu gestalteten Park auf der anderen Kirchenseite verlegt. | BDA-Hist.: Q38129958 Status: § 2a Stand der BDA-Liste: 2025-06-30 Name: Bronzefigur Mutter mit Kind GstNr.: 299/1 Bronzestatue Mutter mit Kind, Großwarasdorf                             |
| ja    | Datei hochladen | Michaelskapelle HERIS-ID: 72279 Objekt-ID: 85508                                                    | Römerstraße 36 Standort KG: Großwarasdorf                                                     | Ein rechteckiger Bau aus dem 18. Jahrhundert mit geschweiftem Giebel und halbrunder Apsis. | BDA-Hist.: Q38130004 Status: § 2a Stand der BDA-Liste: 2025-06-30 Name: Michaelskapelle GstNr.: 4344 Michaelskapelle Großwarasdorf                                                        |
| ja BW | Datei hochladen | Anlage Neue Mittelschule Großwarasdorf (mit Volksschule und Kindergarten) HERIS-ID: 113902seit 2021 | Schulstraße 3 Standort KG: Großwarasdorf                                                      | Das Schulzentrum im Stil des Brutalismus stammt von Matthias Szauer aus den Jahren 1970–1972. Es besteht aus mehreren zweigeschoßigen Baukörpern mit eingeschoßigen Verbindungstrakten. Das Innere ist größtenteils noch aus der Bauzeit erhalten. | BDA-Hist.: Q107558488 Status: Bescheid Stand der BDA-Liste: 2025-06-30 Name: Anlage Neue Mittelschule Großwarasdorf GstNr.: 1746/21                                                       |
| BW    | Datei hochladen | Eisenzeitliche Pingenfelder entlang der Potoschze HERIS-ID: 249051seit 2023                         | Standort KG: Großwarasdorf                                                                    | Die zahlreichen Trichtergruben im Oberpullendorfer Becken sind ein Zeugnis der in spät-la-tène-zeitlicher und römischer Periode bedeutenden Gewinnung (und Verhüttung) von Rasenerz. Anmerkung: Gemeindeübergreifendes Objekt, auch in Frankenau-Unterpullendorf und Raiding. Gst-nummern auf KG Großwarasdorf eingeschränkt. Koordinaten in das Zentrum des geschützten Gebietes in der KG. | BDA-Hist.: Q119241010 Status: Bescheid Stand der BDA-Liste: 2025-06-30 Name: Eisenzeitliche Pingenfelder entlang der Potoschze GstNr.: 3812, 3816/2, 3817, 3818, 3819                     |
| ja    | Datei hochladen | Donatuskapelle HERIS-ID: 72266 Objekt-ID: 85495                                                     | Geristofski Red (bei Güterweg Kroatisch Geresdorf–Kleinwarasdorf) Standort KG: Kleinwarasdorf | Die Donatuskapelle auf einem flachen Hügel südöstlich des Ortes wurde um 1800 erbaut. | BDA-Hist.: Q38129950 Status: § 2a Stand der BDA-Liste: 2025-06-30 Name: Donatuskapelle GstNr.: 4520 Donatuskapelle Kleinwarasdorf                                                         |
| ja    | Datei hochladen | Gnadenstuhl HERIS-ID: 72264 Objekt-ID: 85493                                                        | Ignaz-Horvath-Gasse 360 Standort KG: Kleinwarasdorf                                           | Die Dreifaltigkeitssäule aus der 1. Hälfte des 19. Jahrhunderts dient im Friedhof des Ortes als Grabmal. | BDA-Hist.: Q38129931 Status: § 2a Stand der BDA-Liste: 2025-06-30 Name: Gnadenstuhl GstNr.: 4056 Gnadenstuhl Kleinwarasdorf                                                               |
| ja    | Datei hochladen | Florianikapelle HERIS-ID: 72261 Objekt-ID: 85490                                                    | Kleinwarasdorfer Landstraße (L260) Standort KG: Kleinwarasdorf                                | Die Kapelle westlich des Ortes wurde am Ende des 17. Jahrhunderts errichtet. Das Bild des heiligen Florian stammt aus dem 19. Jahrhundert. | BDA-Hist.: Q38129913 Status: § 2a Stand der BDA-Liste: 2025-06-30 Name: Florianikapelle GstNr.: 4814 Florianikapelle Kleinwarasdorf                                                       |
| ja    | Datei hochladen | Kath. Pfarrkirche hl. Anna HERIS-ID: 47187 Objekt-ID: 49867                                         | Kirchenplatz 1 Standort KG: Kleinwarasdorf                                                    | Eine einschiffige Saalkirche mit vorgestelltem Turm, die laut Inschrift 1505 errichtet, 1860 erweitert und geweiht wurde. | BDA-Hist.: Q15124688 Status: § 2a Stand der BDA-Liste: 2025-06-30 Name: Kath. Pfarrkirche hl. Anna GstNr.: 1/1 Pfarrkirche hl. Anna, Kleinwarasdorf                                       |
| ja    | Datei hochladen | Figurenbildstock, Familiensäule HERIS-ID: 72262 Objekt-ID: 85491                                    | Kirchenplatz 2, bei Standort KG: Kleinwarasdorf                                               | Die Familiensäule bei der Kirche ist mit 1738 bezeichnet. Das Sockelrelief zeigt den heiligen Paulus. Auf dem Sockel steht eine Statue der heiligen Scholastika, auf der Säule eine Gruppe der heiligen Familie. | BDA-Hist.: Q38129922 Status: § 2a Stand der BDA-Liste: 2025-06-30 Name: Figurenbildstock, Familiensäule GstNr.: 2 Familiensäule, Kleinwarasdorf                                           |
| ja    | Datei hochladen | Figurenbildstock, hl. Michael HERIS-ID: 72265 Objekt-ID: 85494                                      | Ragaweg Standort KG: Kleinwarasdorf                                                           | Der Figurenbildstock nördlich des Ortes entstand in der 2. Hälfte des 18. Jahrhunderts. Ein Vierkantpfeiler trägt eine Steinfigur des heiligen Michael im Kampf mit dem Teufel. | BDA-Hist.: Q38129941 Status: § 2a Stand der BDA-Liste: 2025-06-30 Name: Figurenbildstock, hl. Michael GstNr.: 4874 Figurenbildstock hl. Michael, Kleinwarasdorf                           |
| ja    | Datei hochladen | Mariensäule HERIS-ID: 57170 Objekt-ID: 66959                                                        | gegenüber Rudolf-Klaudus-Gasse 37 Standort KG: Kleinwarasdorf                                 | Eine Gnadenstatue „Magna Mater Austriae“ (Glockenmadonna) auf einer Rundsäule. Sockel mit einem Hl.-Florian-Relief und der Datierung 1741. | BDA-Hist.: Q38074939 Status: § 2a Stand der BDA-Liste: 2025-06-30 Name: Mariensäule GstNr.: 97/1 Mariensäule Kleinwarasdorf                                                               |
| ja    | Datei hochladen | Kath. Pfarrkirche Allerheiligen HERIS-ID: 47242 Objekt-ID: 49981                                    | Nebersdorfer Hauptstraße 27 Standort KG: Nebersdorf                                           | Ein einfacher Sakralbau, der anstelle einer Vorgängerkirche 1881 errichtet wurde, mit westlichem Fassadenturm. | BDA-Hist.: Q15124701 Status: § 2a Stand der BDA-Liste: 2025-06-30 Name: Kath. Pfarrkirche Allerheiligen GstNr.: 62/1 Pfarrkirche Allerheiligen, Nebersdorf                                |
| ja    | Datei hochladen | Pest-/Dreifaltigkeitssäule HERIS-ID: 72255 Objekt-ID: 85483                                         | bei Nebersdorfer Hauptstraße 27 Standort KG: Nebersdorf                                       | Auf einem quadratischen Sockel eine Rundsäule mit einer Dreifaltigkeitsdarstellung aus dem Jahr 1887. | BDA-Hist.: Q38129900 Status: § 2a Stand der BDA-Liste: 2025-06-30 Name: Pest-/Dreifaltigkeitssäule GstNr.: 62/2 Dreifaltigkeitssäule Nebersdorf                                           |
| ja    | Datei hochladen | Schloss Nebersdorf HERIS-ID: 33155 Objekt-ID: 30488                                                 | Schloßgasse 1 Standort KG: Nebersdorf                                                         | Das unter Verwendung älterer Bauteile in der Mitte des Dorfes und in erhöhter Lage errichtete klassizistische Schloss wurde um 1770 erbaut. Es besteht aus einem dreiachsigen dreigeschoßigen Mittelbau mit hohem Mansarddach und Säulenportikus und zwei eingeschoßigen Seitenflügeln. Im Mittelsaal befindet sich ein Deckengemälde von Stephan Dorfmeister aus dem Jahr 1773. | BDA-Hist.: Q37950510 Status: Bescheid Stand der BDA-Liste: 2025-06-30 Name: Schloss Nebersdorf GstNr.: 1/1 Schloss Nebersdorf                                                             |
| ja    | Datei hochladen | Friedhofskapelle hl. Ladislaus HERIS-ID: 57171 Objekt-ID: 66960                                     | Talstraße 210 Standort KG: Nebersdorf                                                         | Die Friedhofskapelle aus dem Jahr 1866 weist einen Fassadentürmchen mit glockenförmiger Haube auf. | BDA-Hist.: Q38074952 Status: § 2a Stand der BDA-Liste: 2025-06-30 Name: Friedhofskapelle hl. Ladislaus GstNr.: 2482 Friedhofskapelle Nebersdorf                                           |
| ja    | Datei hochladen | Figurenbildstock hl. Antonius HERIS-ID: 47243 Objekt-ID: 49982                                      | Verbindungsstraße Nebersdorf–Langental Standort KG: Nebersdorf                                | Auf einem quadratischen Sockel eine Rundsäule und eine Steinfigur vom hl. Antonius. | BDA-Hist.: Q38026081 Status: § 2a Stand der BDA-Liste: 2025-06-30 Name: Figurenbildstock hl. Antonius GstNr.: 2484/2 Figurenbildstock hl. Antonius, Nebersdorf                            |
| ja    | Datei hochladen | Kath. Filialkirche Zur Unbefleckten Empfängnis HERIS-ID: 47207 Objekt-ID: 49911                     | Langental, Waldgasse 1 Standort KG: Nebersdorf                                                | Der kleine rechteckige Sakralbau mit Fassadentürmchen und eingezogener Rundapsis wurde 1868 errichtet. | BDA-Hist.: Q38025968 Status: § 2a Stand der BDA-Liste: 2025-06-30 Name: Kath. Filialkirche Zur Unbefleckten Empfängnis GstNr.: 2342/1 Filialkirche Zur Unbefleckten Empfängnis, Langental |
| BW    | Datei hochladen | Eisenzeitliche Pingenfelder entlang der Potoschze HERIS-ID: 249051seit 2023                         | Standort KG: Nebersdorf                                                                       | Die zahlreichen Trichtergruben im Oberpullendorfer Becken sind ein Zeugnis der in spät-la-tène-zeitlicher und römischer Periode bedeutenden Gewinnung (und Verhüttung) von Rasenerz. Anmerkung: Gemeindeübergreifendes Objekt, auch in Frankenau-Unterpullendorf und Raiding. Gst-nummern auf KG Nebersdorf eingeschränkt. Koordinaten in das Zentrum des geschützten Gebietes in der KG. | BDA-Hist.: Q119241010 Status: Bescheid Stand der BDA-Liste: 2025-06-30 Name: Eisenzeitliche Pingenfelder entlang der Potoschze GstNr.: 2194, 2227/1, 2233, 2235/1                         |